# Abinadi (imię)
Abinadi (deseret 𐐈𐐒𐐆𐐤𐐈𐐔𐐌) – imię męskie występujące w wyznaniach należących do ruchu świętych w dniach ostatnich (mormonów).

## Pochodzenie
Pochodzi z Księgi Mormona, jednego z pism świętych przynależnych do kanonu tej tradycji religijnej. Nosił je w niej neficki prorok mający działać w II wieku p.n.e.

## Perspektywa historyczna
Pojawia się w źródłach historycznych już w początkach mormonizmu. Nosił je syn Parleya P. Pratta i Belindy Marden, urodzony w 1848 i zmarły w 1914. Abinadi Olsen (1865-1931) był misjonarzem posługującym 
na Samoa pod koniec XIX wieku. Jego syn z kolei, Orange Abinadi Olsen (1890-1945) został wysłany do pracy w misji szwajcarskiej i niemieckiej.

## Występowanie i obecność w mormońskiej kulturze
Jako imię specyficznie mormońskie znalazło odbicie w kulturze Kościoła, z którego wierzeń wyrosło. Artykuł na łamach pisma „Friend” z maja 1994 wskazuje choćby, że imię zaczerpnięte z Księgi Mormona może być powodem do dumy oraz wywierać pozytywny wpływ na życie duchowe noszącego je człowieka. Podobną tematykę porusza numer tego samego pisma z lutego 1995.
Międzynarodowa ekspansja mormonizmu przyczyniła się do pojawienia się imienia Abinadi również poza granicami Stanów Zjednoczonych. Występuje chociażby wśród nowozelandzkich Maorysów (w zapisie Apinari).